# Bernard Sapoval
Bernard Sapoval est un physicien français né le 30 octobre 1937 dans le 3e arrondissement de Paris et mort le 26 août 2020 dans le 14e arrondissement, à l'âge de 82 ans.

## Biographie
Ingénieur diplômé de l'École supérieure de physique et de chimie industrielles de la ville de Paris (ESPCI Paris) en 1960 (75e promotion), Bernard Sapoval continue son cursus à l'École polytechnique où il s'intéresse à l'étude de la résonance magnétique des semi-conducteurs. 
À partir de 1970, il est professeur à l'École Polytechnique. À partir de 1976, il est directeur du laboratoire de physique de la matière condensée de l'École polytechnique. Puis, à partir de 1978, il est président du département de physique de l'École polytechnique. Depuis 1997, il travaille à l'Ecole Normale Supérieure de Cachan. Il est ensuite directeur de recherche au CNRS.
Dans les années 1970, il rencontre Benoît Mandelbrot et s'intéresse aux fractales sur lesquelles il travaille pour étudier les aspects physiques de la côte de Bretagne, de la physiologie respiratoire et du mur antibruit fractal. 
En 1997, il publie Universalité et Fractales, Jeux d'enfants ou délits d'initié, qui met à la portée de tous la géométrie fractale. Le livre est préfacé par Benoît Mandelbrot, réédité par la suite dans la collection Champs Flammarion et lui vaut le Prix de la Culture scientifique en 1998[réf. souhaitée]. En 2003, il reçoit le Grand Prix de l'innovation pour le mur fractal.

## Publications
- Physique des semi-conducteurs, Presses de l'Ecole Polytechnique, 1984.
- Les fractales, Paris, Aditech, 1990.
- Physique des semi-conducteurs, par Bernard Sapoval et Claude Hermann, Presses de l'Ecole Polytechnique, 1989, Éditions Ellipses, Paris, 1991.
- Physics of semiconductors, par Bernard Sapoval et Claude Hermann, Springer Verlag, New York, 1995.
- Universalités et fractales, jeux d’enfant ou délits d’initié, Flammarion, Paris, 1997.
- Universalités et fractales, Champs Flammarion, Paris, 2001.
- Physics of semiconductors, par Bernard Sapoval et Claude Hermann, Springer Verlag, New York, 2003.
- Elements of semiconductor physics, par B. Sapoval, Cl. Hermann et M. Filoche, Springer Verlag, New York, 2002.